# Homolophus turcicum
Homolophus turcicum is een hooiwagen uit de familie echte hooiwagens (Phalangiidae).